# Calliste à ailes rousses
Tangara lavinia
Espèce
Statut de conservation UICN

 LC  : Préoccupation mineure
Le Calliste à ailes rousses (Tangara lavinia), également appelé Tangara à ailes rousses, est une espèce de passereaux de la famille (biologie) des Thraupidae.

## Répartition
Le Calliste à ailes rousses est un oiseau migrateur, qui voyage entre l'Amérique du Sud et l'Amérique centrale chaque année. L'oiseau se nourrit principalement de fruits, de graines et d'insectes, et est connu pour être très sociable avec les autres espèces d'oiseaux de la forêt. Il vit généralement en groupe et peut être très bruyant, chantant et criant pour communiquer avec ses congénères.

## Habitat
C'est un habitant des forêts humides des plaines tropicales et subtropicales du continent américain. On peut aussi le trouver dans les zones où la forêt a été dégradée par la présence humaine.

## Sous-espèces
D'après le Congrès ornithologique international, cette espèce est constituée des trois sous-espèces suivantes :
- Tangara lavinia lavinia (Cassin, 1858) : de l'est du Panama au nord-ouest de l'Équateur ;
- Tangara lavinia cara (Bangs, 1905) : de l'est du Guatemala au centre-nord du Panama ;
- Tangara lavinia dalmasi (Hellmayr, 1910) : au sud du Panama.